# گانگنام استایل
«گانگنام استایل»(کره‌ای: 강남스타일،IPA: [kaŋnam sɯtʰail]، به معنی تیپ گانگنام) تک‌آهنگ پاپ کره‌ای از رپر اهل کره جنوبی، سای است. این آهنگ به دلیل طنز و تم گیرایش و رقص نامعمول سای به‌طور گسترده مورد تحسین قرار گرفته‌است.
نام این موزیک ویدئو از محله‌ای در حاشیه شهر سئول، پایتخت کره جنوبی برگرفته شده‌است و در آن چهره اصلی با افراد مختلف در مکان‌های گوناگون و در وضعیت‌های متنوع می‌رقصد.
نسخه‌های متعددی از گانگنام استایل ساخته و در نقاط مختلف جهان کپی‌برداری شده که در آنها چهره‌های شناخته‌شده دنیا، ایفای نقش می‌کنند. در نسخه‌ای بان کی مون، دبیرکل سازمان ملل متحد که خود اهل کره جنوبی است نیز دیده می‌شود. در دیداری که مورخ ۷ مه ۲۰۱۳ میان پارک گون-هه رئیس‌جمهور کره جنوبی و باراک اوباما رئیس‌جمهور آمریکا در کاخ سفید انجام شد، اوباما موفقیت این آهنگ را نمونه‌ای از فراگیری موج کره‌ای در دنیا مطرح کرد.

## رکوردها
نماهنگ این ترانه در وبگاه یوتیوب تا ۲۴ نوامبر ۲۰۱۲ بیش از ۸۰۳٬۷۶۱٬۰۰۰ بازدید کسب کرد که با پیشی گرفتن از نماهنگ ترانه عزیزم از جاستین بیبر، عنوان پربازدیدترین نماهنگ یوتیوب را به دست آورد. بنابر آمار یوتیوب این نماهنگ در تاریخ ۱ ژانویه ۲۰۱۳ با بیش از ۱ میلیارد و ۱۰۰ میلیون بیننده همچنان پربیننده‌ترین ویدئوی تاریخ یوتیوب بوده‌است. در روزهای نخست ماه ژوئن ۲۰۱۴ با گذر از مرز ۲ میلیارد بیننده، به عنوان محبوب‌ترین ویدئو در وبسایت یوتیوب رکورد جدیدی برجا گذاشت. «گنگنام استایل» همچنین در کتاب رکوردهای جهانی گینس به عنوان محبوب‌ترین نماهنگ در وبگاه یوتیوب ثبت شده که تا نوامبر ۲۰۱۲ حدود پنج میلیون و ۴۰۰ هزار «لایک» دریافت کرده‌است.

## استفاده از لوکیشن‌ها به‌منظور جاذبه گردشگری در کره‌جنوبی
بنابر اخباری که در تیرماه سال ۱۳۹۳ منتشرشد، دولت کره جنوبی قصد دارد لوکیشن‌های موزیک ویدئو «گانگام استایل» را به جاذبه‌های جدید گردشگری پایتخت این کشور تبدیل کند. این موزیک ویدئو در چند منطقه مشهور گردشگری سئول فیلمبرداری شده که از آن جمله می‌توان به بخش تاریخی این شهر، دروازه سئول، یک پادگان سابق نیروی‌های آمریکایی و تپه گانگام اشاره کرد که از آن به عنوان «بیورلی هیلز» سئول نام برده می‌شود.